# Mombasa (chi bọ cánh cứng)
Mombasa là một chi bọ cánh cứng trong họ Chrysomelidae.
Chi này được miêu tả khoa học năm 1884 bởi Fairmaire.

## Các loài
Các loài trong chi này gồm:
- Mombasa armicollis Fairmaire, 1884
- Mombasa magna (Weise, 1900)
- Mombasa subinermis Fairmaire, 1884